# Point-of-Service-System
Ein Point-of-Service-System, oft auch als POS-System abgekürzt, ist ein Software- oder Hardware-System zur Unterstützung des gesamten Bestell- und Abrechnungsvorgangs in Servicebetrieben. Hauptsächlich werden POS-Systeme in der Gastronomie angewendet.

## Bedeutung
Der Unterschied zwischen Point-of-Service und Point-of-Sale kann nicht scharf abgegrenzt werden. Zudem werden beide Begriffe meist mit POS abgekürzt. Während Point-of-Sales hauptsächlich den Verkaufsvorgang bezeichnet, umfasst Point-of-Service den gesamten Vorgang von der Bestellung, der Abarbeitung des Auftrages bis zur Abrechnung (Bonieren). Die auf dem Markt erhältlichen Kassensysteme lassen sich meist durch optionale Zusatzkomponenten zu vollwertigen Point-of-Service-Systemen aufrüsten.
Funktionen eines Point-of-Service-Systems:
- Bestellvorgang: An einem statisch installierten Terminal oder per Handhelds über Drahtlos-Kommunikation zum POS-Server
- Unterstützung kundenspezifischer Arbeitsprozesse, die nicht direkt dem Verkaufsprozess dienen (z. B. Tischreservierung)
- Unterstützung der internen Abarbeitung des Auftrags: über den Druck von Arbeitsbons oder der papierlosen Abwicklung über Terminals
- Bonieren: Druck von Kassenbons, Verwaltung des Kassenbestandes – in einigen Fällen auch Abwicklung des bargeldlosen Bezahlens
- Funktionen für die Umsetzung der GDPdU: Export der Umsatzdaten für die Auswertung durch Steuerberater oder Betriebsprüfer. Der Datenexport erfolgt häufig über die DATEV-Schnittstelle oder über die Standardformate csv und xml.

## Kosten
Die Software wird in der Regel im Abonnement (Lizenzmiete) oder als Einzelplatzlizenz angeboten. Je nach Anbieter sind die Lizenzen gestaffelt nach Restaurantgröße (Anzahl Tische) und einsetzbaren Modulen. Alle bekannten kommerziellen Anbieter bieten eine Rund-um-die-Uhr Hotline an, speichern die Daten in einer Cloud und kümmern sich um Datensicherung und Wiederherstellung im Fehlerfall. Diese Support-Leistungen sind oft integraler Bestandteil der Lizenzvereinbarung und werden nicht gesondert berechnet.
Die Hardware kann ebenso meist beim Anbieter bestellt werden. Einige POS-Programme sind nicht an eine vorgegebene Hardware des Anbieters gebunden.
Einige Anbieter bieten eine kostenfreie Version ihrer POS-Software an, die jedoch beabsichtigt nicht alle Anwendungsfälle abdeckt und beispielsweise aufgrund fehlender Datenexportschnittstelle die gesetzlichen Anforderungen (z. B. GDPdU, GoBS) nicht erfüllt.
Als einzige vollständig kostenfreie Alternative (steht unter der Creative Commons Lizenz BY-NC-ND) für den deutschen Markt ist OrderSprinter einsetzbar.